# Adelaide Zoo
Koordinaten: 34° 54′ 51″ S, 138° 36′ 21″ O

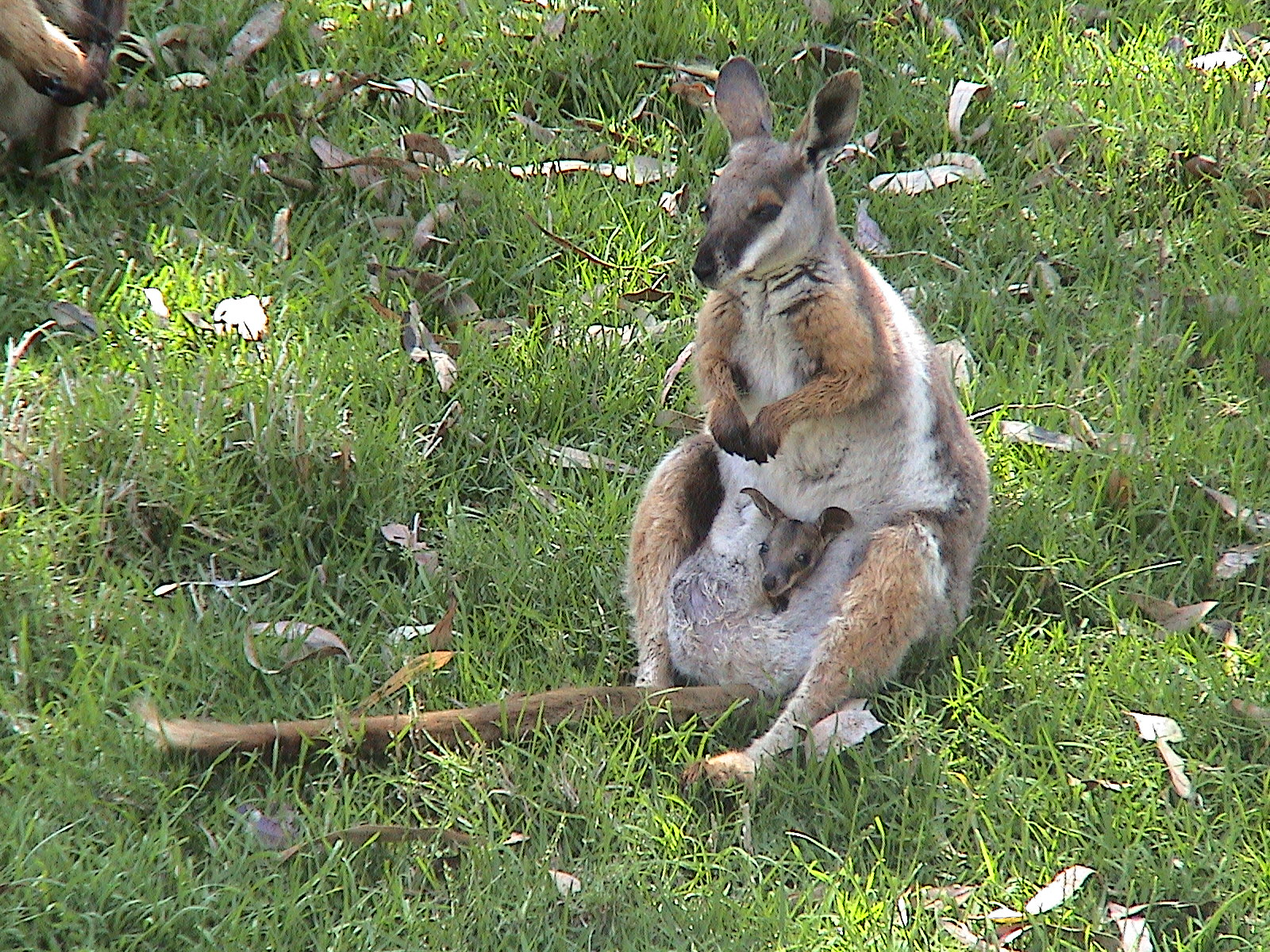
Gelbfuß-Felskänguru mit Jungtier im Beutel

Der Adelaide Zoo ist der Zoo der Stadt Adelaide im australischen Bundesstaat South Australia. Der Tierpark ist Mitglied der Zoo and Aquarium Association Australasia (ZAA) und der World Association of Zoos and Aquariums (WAZA).

## Geschichte
Der Adelaide Zoo wurde am 23. Mai 1883 gegründet. Entsprechend dem damaligen Standard der Tierhaltung wurden die Tiere auf relativ kleinen Anlagen und in vergitterten Käfigen zur Schau gestellt. Im Laufe der Jahre wurden die Anlagen dann den jeweils gültigen Erfordernissen für die Tierhaltung angepasst. Das im Jahr 1900 im indischen Stil gebaute Elefantenhaus blieb erhalten und wurde wegen seiner architektonischen Besonderheit unter Denkmalschutz gestellt. Es wird jedoch nicht mehr zum Unterbringen von Tieren verwendet. Hingegen wurden neue Freianlagen und Tierhäuser eröffnet, beispielsweise 1974 ein Nachttierhaus und 2009 eine Anlage für Große Pandas (Ailuropoda melanoleuca).

## Tierbestand
Im Adelaide Zoo werden rund 2500 Tiere in 250 Arten gehalten. Gezeigt werden Säugetiere, Reptilien, Amphibien, Fische, Insekten und Vögel, die schwerpunktmäßig der australischen Fauna angehören. Großenteils sind die Arten in Australien endemisch. Einen besonderen Erfolg konnte der Zoo im März 2022 mit der Geburt eines von der Weltnaturschutzorganisation IUCN als „Vulnerable = gefährdet“ eingestuften  Quokkas (Setonix brachyurus) vermelden.  Ein Pärchen der Großen Pandas wurde bis mindestens 2024 von der Volksrepublik China auf Leihbasis zur Verfügung gestellt. Es leben auch größere Tiergruppen aus Afrika, Asien und Südamerika auf den verschiedenen Anlagen. Nachfolgende Bild-Auswahl zeigt Tiere aus dem Bestand des Adelaide Zoos:

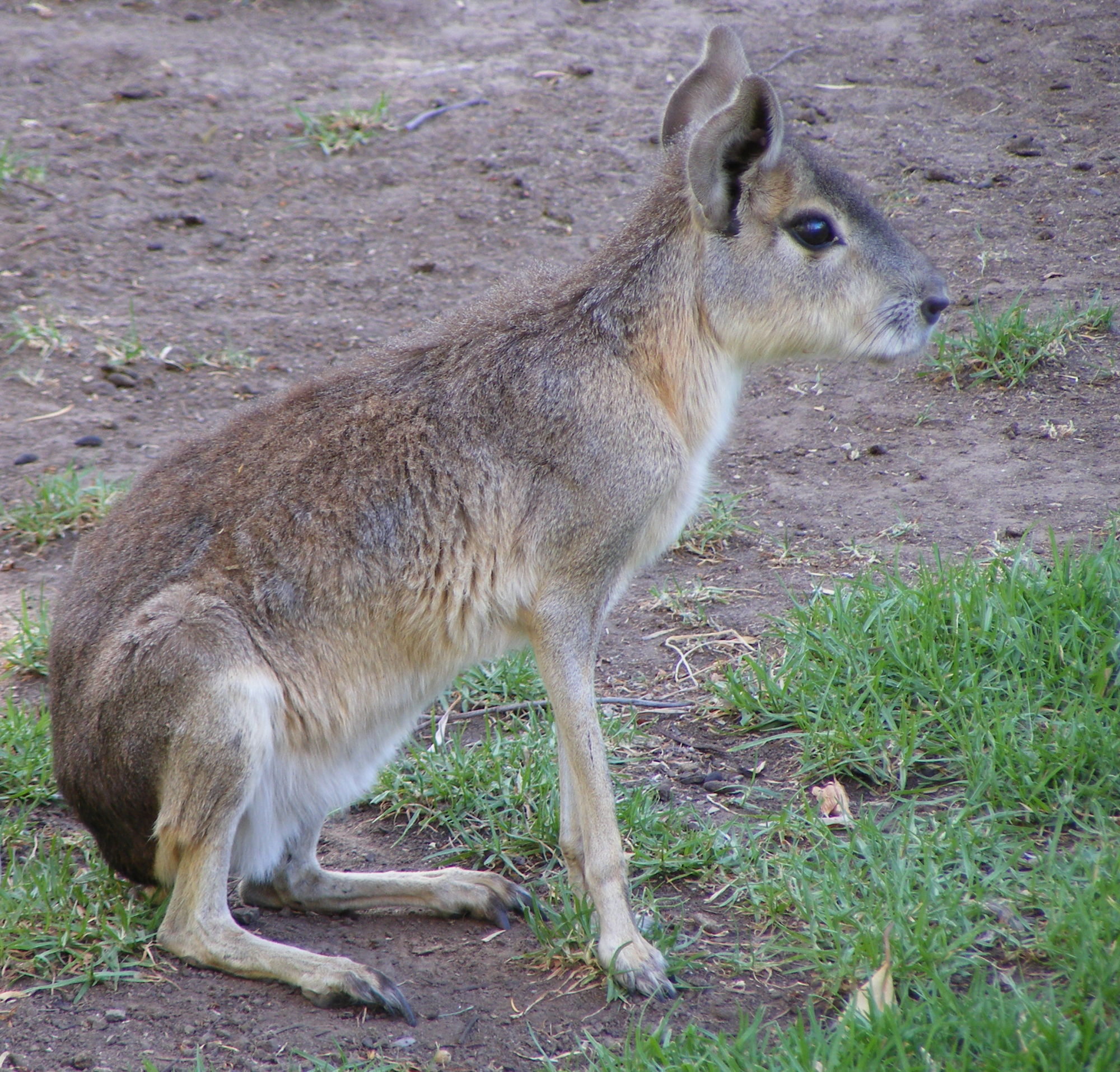
Großer Pampashase (Dolichotis patagonum)
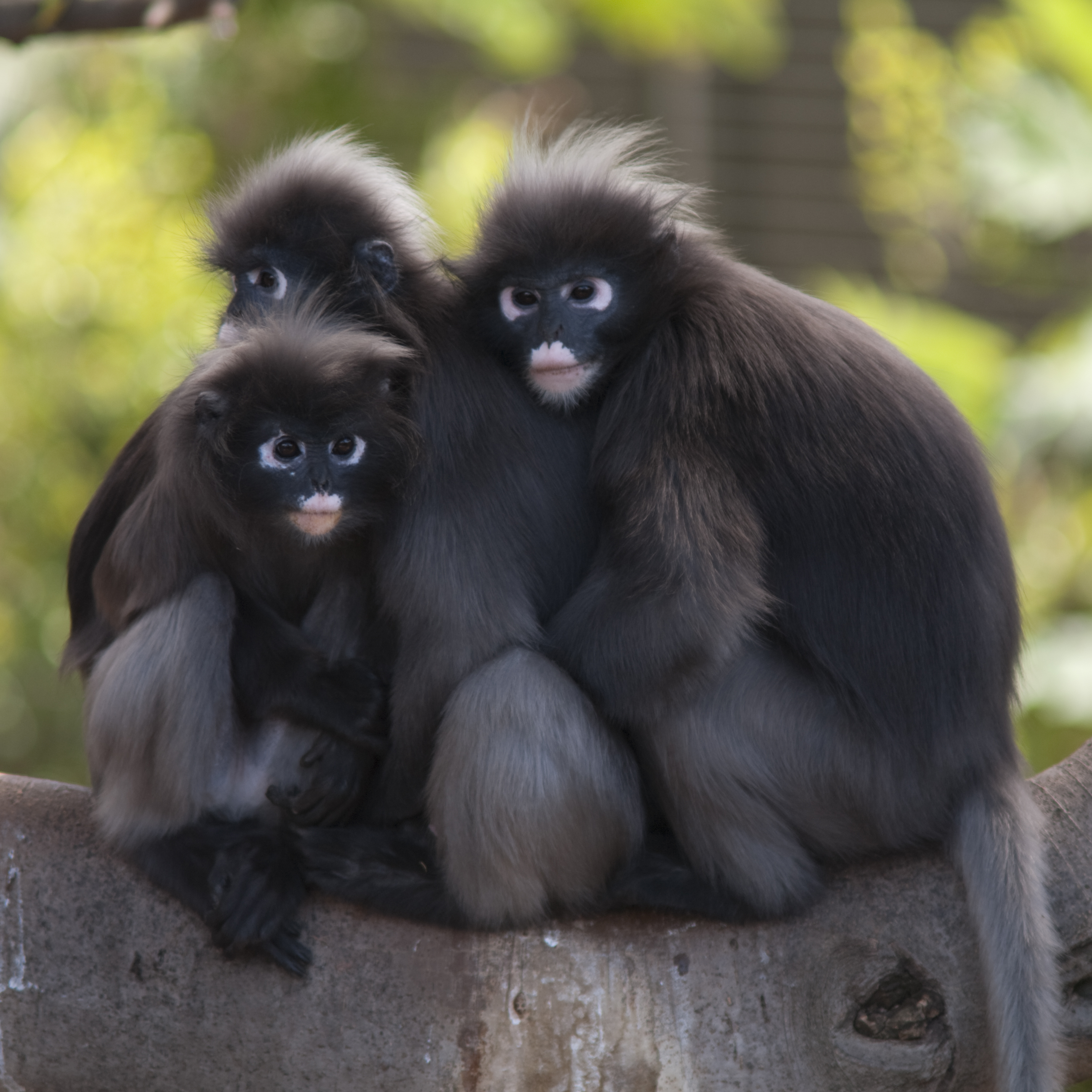
Südlicher Brillenlangur (Trachypithecus obscurus)
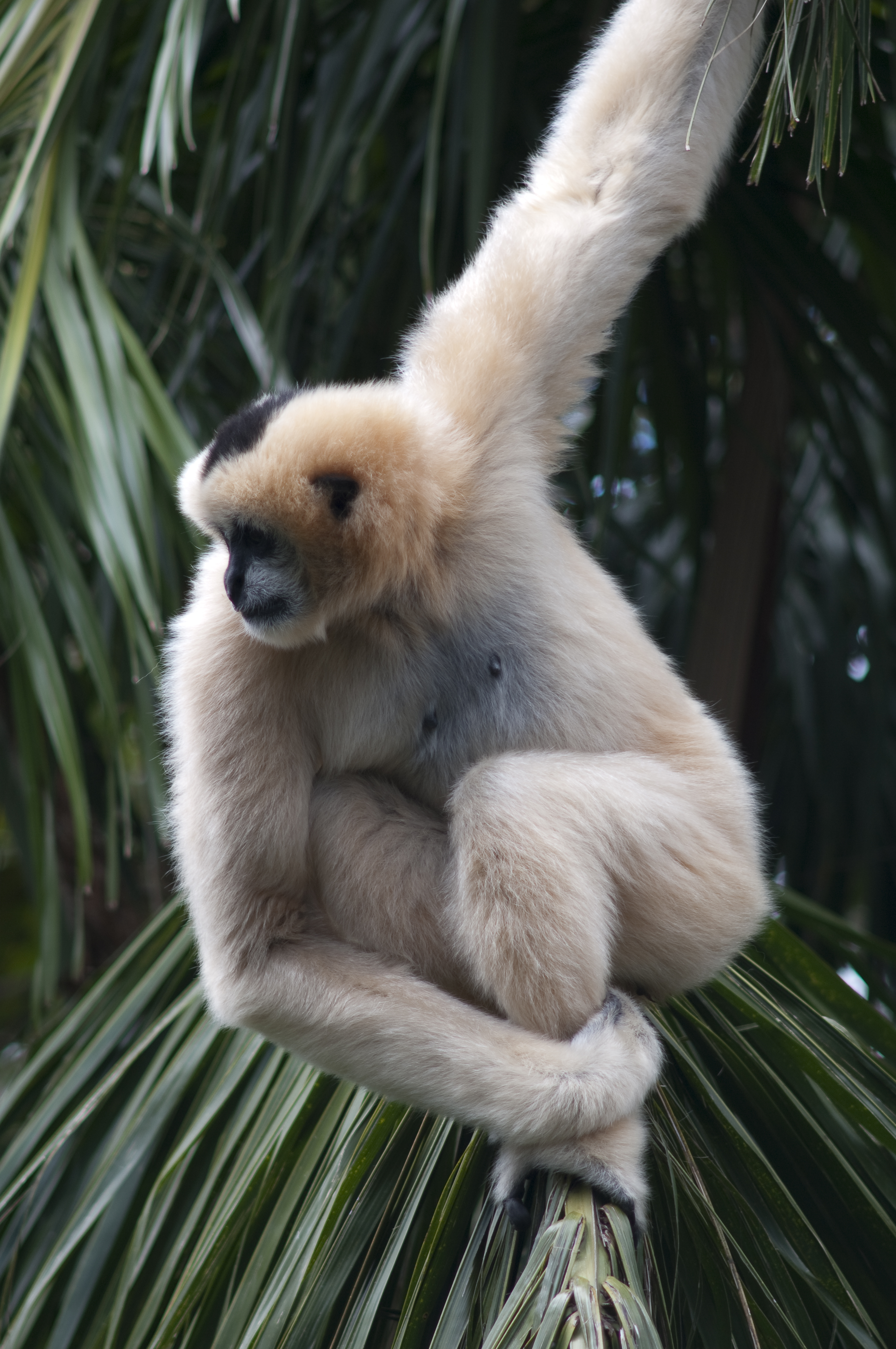
Nördlicher Weißwangen-Schopfgibbon ♀ (Nomascus leucogenys)
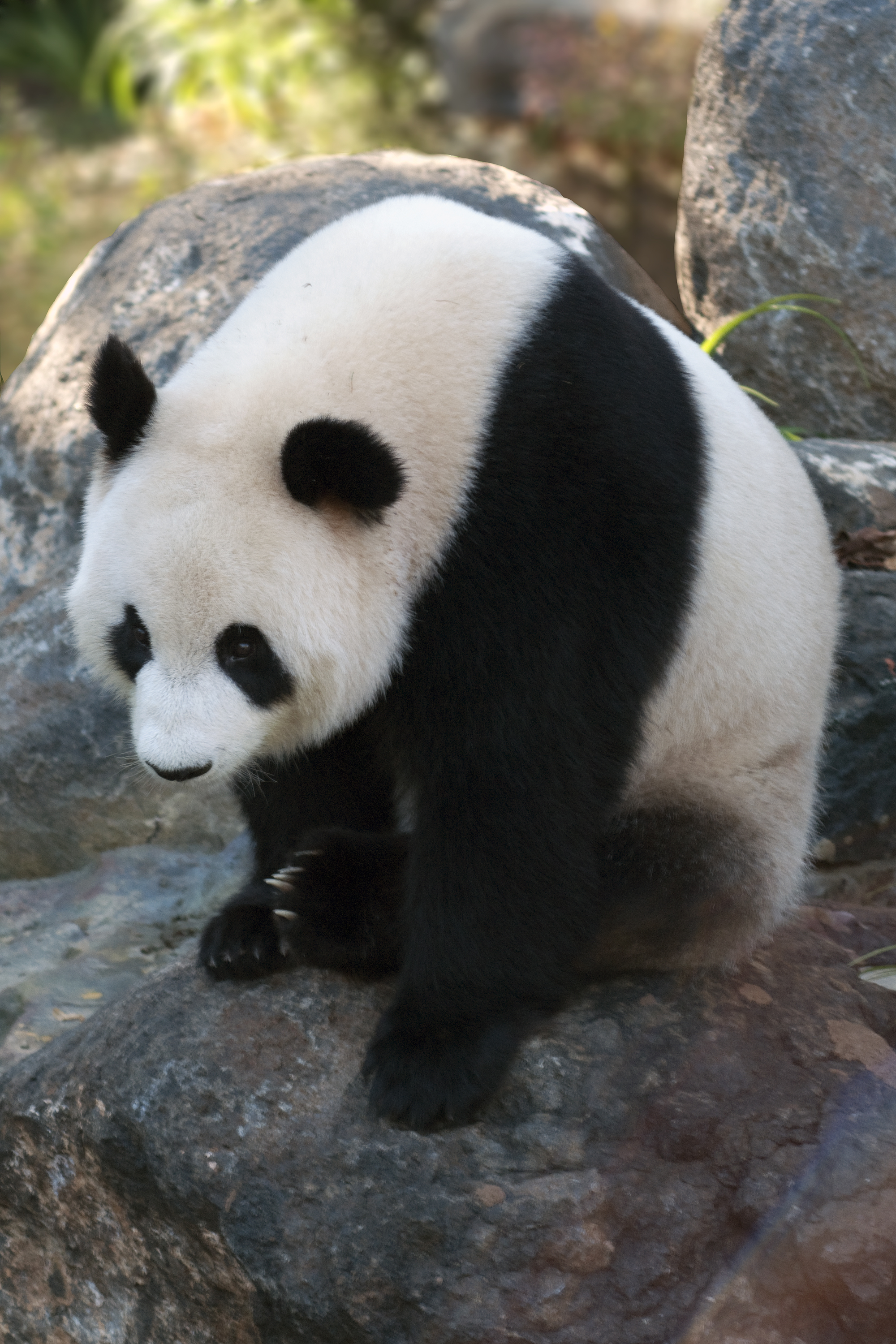
Großer Panda (Ailuropoda melanoleuca)
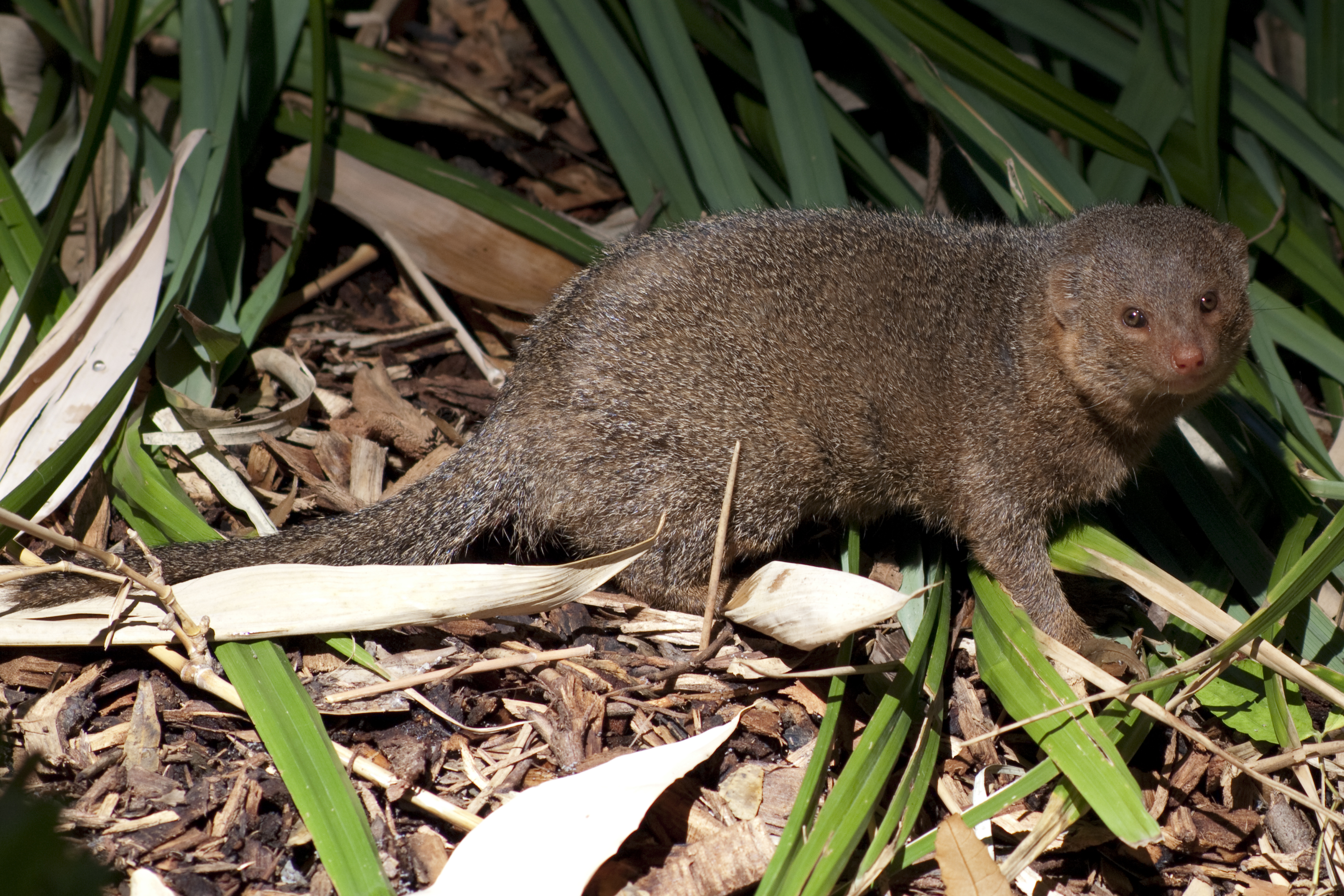
Südliche Zwergmanguste (Helogale parvula)
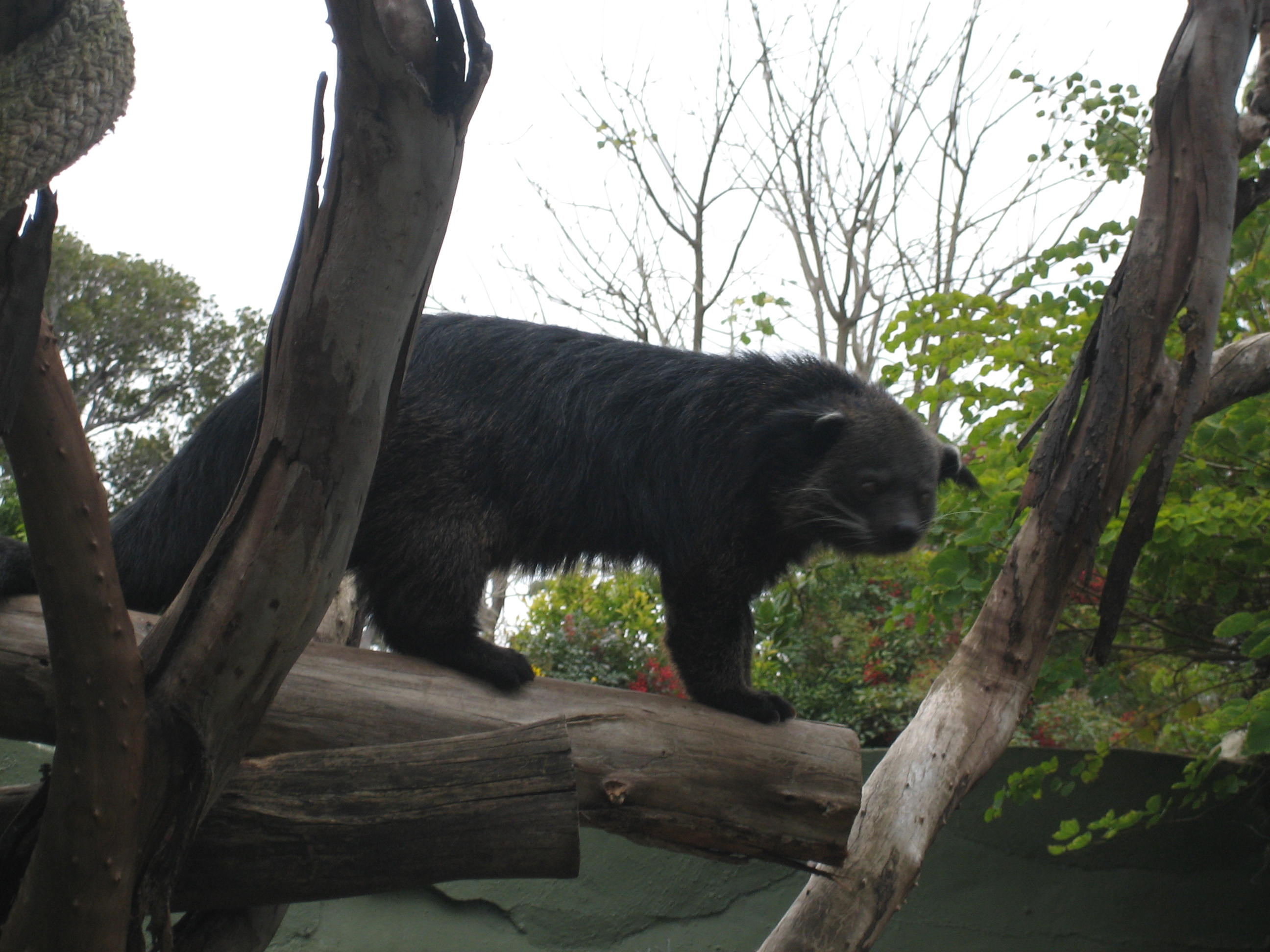
Binturong (Arctictis binturong)
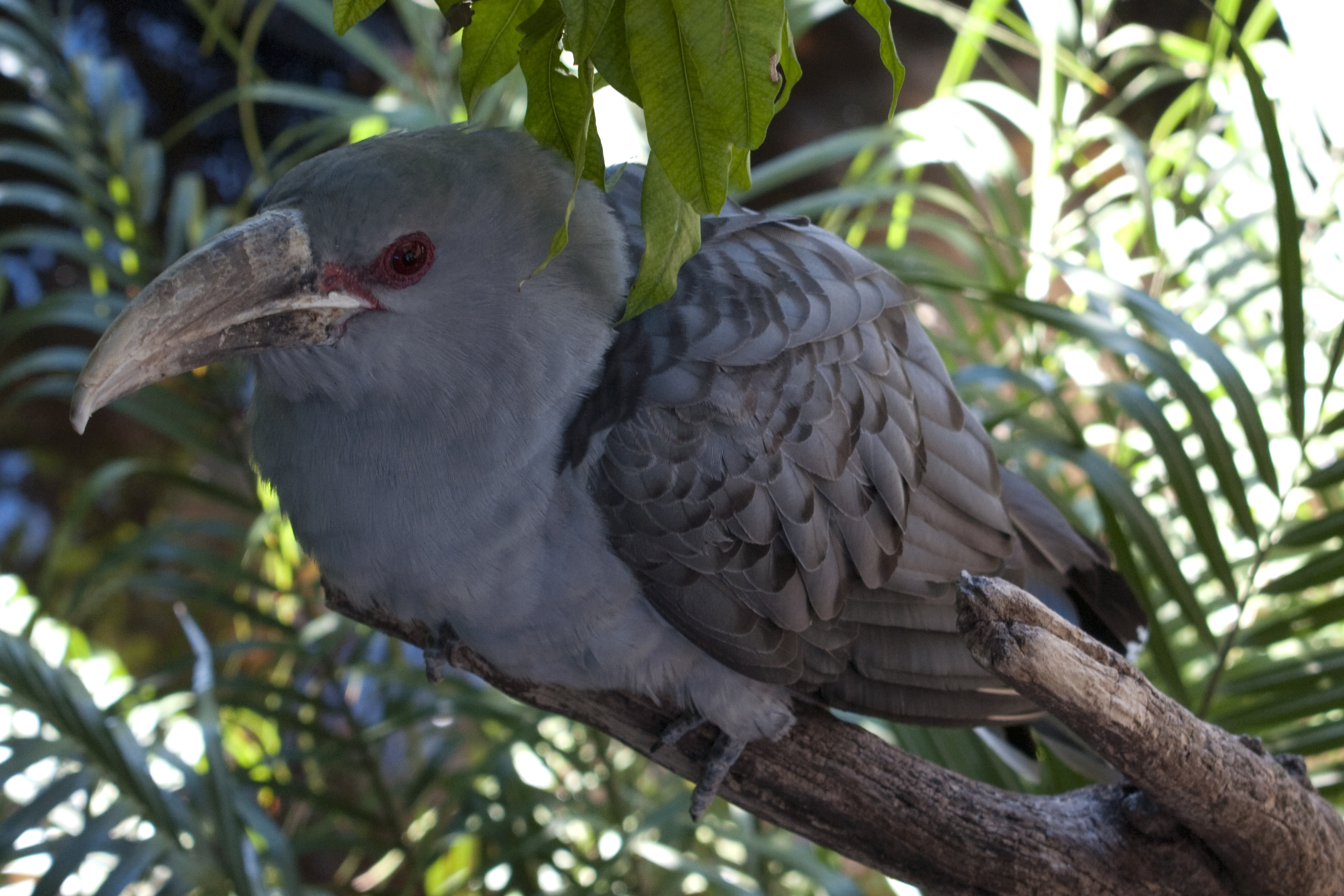
Fratzenkuckuck (Scythrops novaehollandiae)
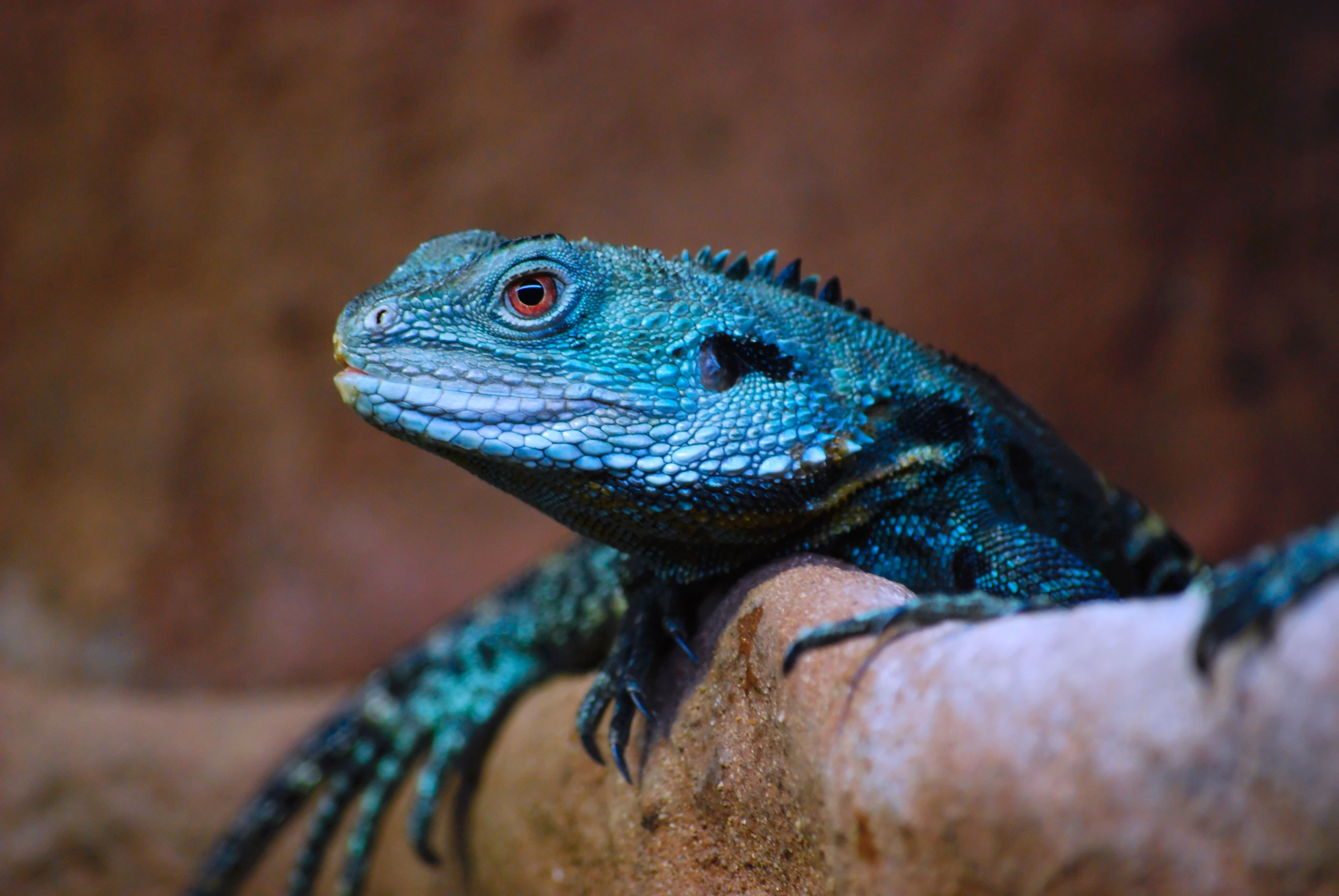
Australische Wasseragame (Intellagama lesueurii)

## Arterhaltungsprogramme
Der Adelaide Zoo beteiligt sich an vielen Arterhaltungsprogrammen weltweit, die teilweise durch Spenden ermöglicht werden. Einen Schwerpunkt stellen dabei Studien zur Reproduktionsbiologie australischer Arten dar, beispielsweise der folgenden: Gelbfuß-Felskänguru (Petrogale xanthopus), Schwarzpfoten-Felskänguru (Petrogale lateralis), Bürstenschwanz-Felskänguru (Petrogale penicillata), Bürstenschwanz-Rattenkänguru (Bettongia penicillata), Goodfellow-Baumkänguru (Dendrolagus goodfellowi), Tammar-Wallaby (Notamacropus eugenii), Großer Kaninchennasenbeutler (Macrotis lagotis) sowie Tasmanischer Teufel (Sarcophilus harrisii).

## Botanische Abteilung
Die Anlagen für die im Zoo lebenden Tiere sind in eine botanische Landschaft eingebettet, die seit der Eröffnung einen wesentlichen Rahmen bei der Gestaltung des Geländes einnimmt. Die Pflege und Aufmerksamkeit bei der Gestaltung der Gärten wird kontinuierlich weiterentwickelt, um eine naturalistische Umgebung zu schaffen. Zu den botanischen Besonderheiten zählen beispielsweise Grasbäume (Xanthorrhoea), die ältesten lebenden Organismen im Zoo mit einem geschätzten Alter von ungefähr 600 Jahren, sowie Drachenbäume (Dracaena), Macadamia integrifolia, Chinesische Wisteria (Wisteria sinensis) sowie eine seit 1876 auf dem Gelände stehende Großblättrige Feige (Ficus macrophylla).